# إدوارد بانكس (سياسي ألماني)
إدوارد بانكس (بالألمانية: Edward Banks)‏ هو محامي وسياسي ألماني، ولد في 28 فبراير 1796 في هامبورغ في ألمانيا، وتوفي في 17 ديسمبر 1851 في سويسرا.